# Rudakov
El 'Rudakov (en rus: Рудаков) és un estratovolcà que es troba al centre de l'illa d'Urup, a les illes Kurils, Rússia. El seu cim s'eleva fins als 532 msnm. El cràter fa 700 metres d' amplada i conté un llac volcànic de 300 metres d'amplada.